# Ligaria
Ligaria é um género botânico pertencente à família Loranthaceae.